# Tali kommun
Tali kommun (estniska: Tali vald) var en tidigare kommun i landskapet Pärnumaa i sydästra Estland. Byn Tali utgjorde kommunens centralort.
Den 16 oktober 2005 uppgick kommunen i Saarde kommun.

## Orter
I Tali kommun fanns nio byar.

### Byar
- Laiksaare
- Lanksaare
- Marina
- Pihke
- Reinu
- Tali (centralort)
- Tuuliku
- Veelikse
- Viisireiu